# Восемнадцатый год (роман)
«Восемнадцатый год» — роман Алексея Николаевича Толстого, вторая часть эпопеи «Хождение по мукам». Был впервые опубликован в 1927—1928 годах в журнале «Новый мир» под названием «Хождение по мукам. Вторая часть трилогии».

## Сюжет
Действие романа происходит во время гражданской войны. На фоне масштабных исторических событий разворачиваются жизненные перипетии четырёх вымышленных героев, причём персонажи постепенно начинают принимать Советскую власть.